# Ysbyty Ystwyth
Ysbyty Ystwyth – wieś w Walii w hrabstwie Ceredigion. Znajduje się niedaleko Pont-rhyd-y-groes, w pobliżu ujścia potoku Nant y Berws do Ystwyth. Zamieszkana przez 409 osób (2011).
Kościół i parafia należały do zakonu Szpitalników Św. Jana, skąd wzięła się nazwa miejscowości. W języku walijskim ysbyty oznacza "szpital".